# Julia Görges
Julia Görges, o Julia Goerges (Bad Oldesloe, 2 novembre 1988), è un'ex tennista tedesca.
In attività dal 2005 al 2020, nel singolare vanta come best ranking la nona posizione a livello mondiale raggiunta poche settimane dopo avere disputato la sua prima e unica semifinale Slam in questa specialità al torneo di Wimbledon 2018, sconfitta da Serena Williams. Nel corso della sua carriera si è aggiudicata sette titoli WTA in singolare e cinque in doppio. Sempre in doppio, oltre ad aver raggiunto la dodicesima posizione mondiale, ha disputato altre tre semifinali a livello Slam (consecutivamente le edizioni 2015 e 2016 dell'Australian Open e a Wimbledon sempre nel 2016), mentre nel doppio misto è stata finalista a Parigi 2014.

## Biografia
Figlia di Klaus e Inge, entrambi impiegati nel ramo assicurativo, ha iniziato a giocare a tennis a cinque anni. Si ispira a Martina Hingis, sua giocatrice preferita, e apprezza particolarmente giocare agli Australian Open.

## Carriera

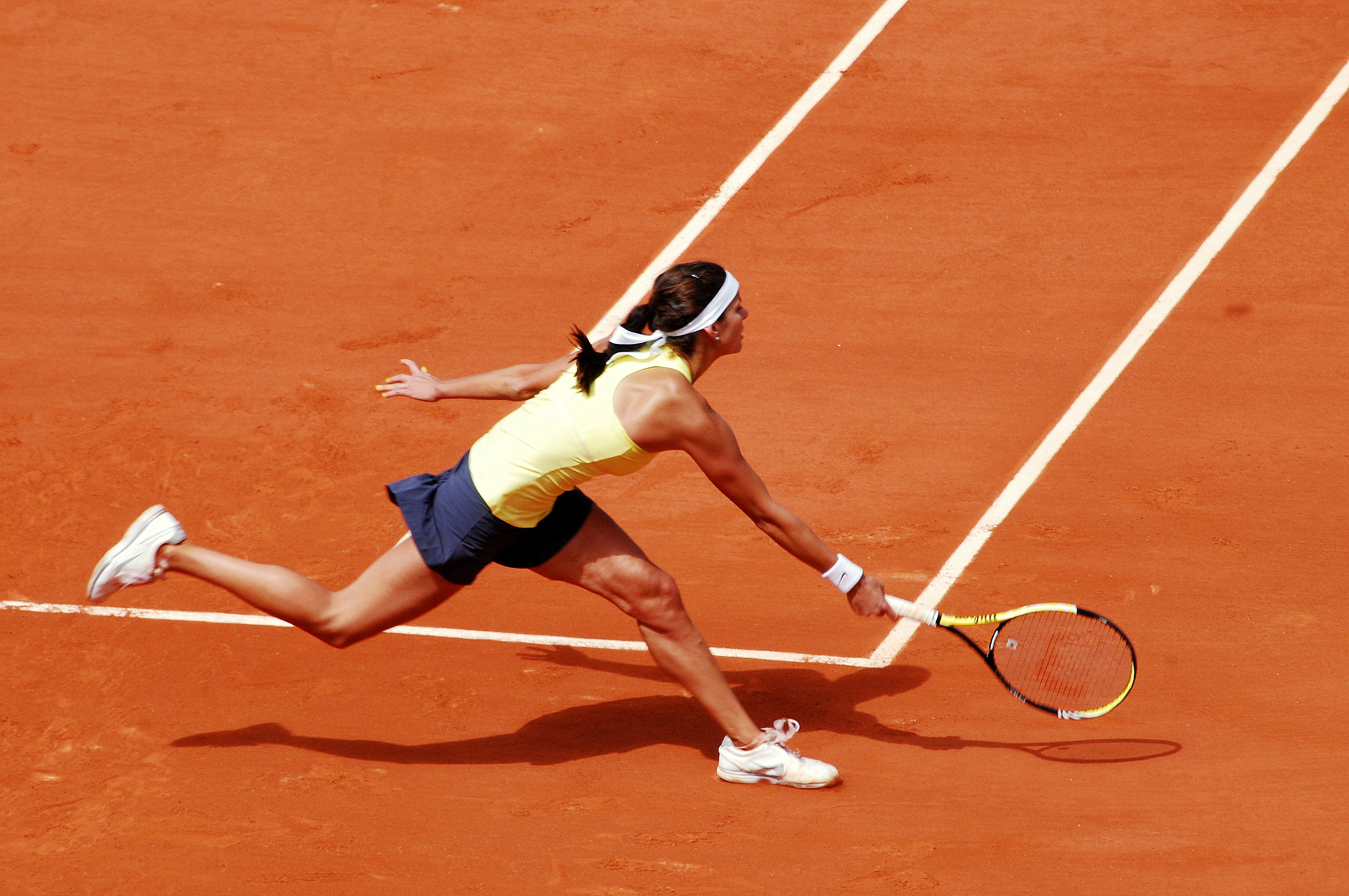
Julia al Roland Garros

### 2005 - 2007
Nel 2005 inizia a giocare i primi tornei ITF in Germania e in Italia raggiungendo come migliore risultato il secondo turno a Bad Suluag e a Horb, riuscendo comunque a chiudere la stagione al n.1188 della classifica. In doppio raggiunge la semifinale a Settimo San Pietro.
L'anno successivo vince i tornei di Wahlstedt e Bielefeld, perde la finale a Erding e raggiunge le semifinali a Hord e Heerhugowaard. Nel mese di ottobre avviene il suo debutto in un torneo WTA a Stoccarda grazie a una wild-card, dove perde al primo turno delle qualificazioni. Chiude l'annata nelle prime 400 del mondo. Nel doppio vince a Wahlstedt e perde la finale a Horb, concludendo l'anno nelle prime 1000.
Nel febbraio del 2007 si qualifica per la prima volta in carriera in un torneo WTA al Tier I di Doha e battendo al primo turno Ágnes Szávay conquista la sua prima vittoria in un main-draw, ma viene poi battuta dalla n.5 del mondo Svetlana Kuznecova dopo avere lottato nel primo set (7–5) e avere ceduto nel secondo di schianto (6–1). Con questo risultato si porta dal n.414 al n.258 del ranking. Ad aprile fallisce le qualificazioni al Tier IV di Budapest, al Tier II di Varsavia e al Tier I di Berlino. Nel mese di luglio, partendo dalle qualificazioni, raggiunge la sua prima semifinale a livello WTA al Tier IV di Stoccolma dove affronta Vera Duševina. Il primo set lo fa suo la russa con il punteggio di 6–4; il secondo parziale la Görges lo conquista con lo score di 7–5, ma non può nulla nel terzo dove prevale la tenacia della Duševina che vince 6–3. Si è poi qualificata per il main draw agli US Open 2007, alla sua prima partecipazione, perdendo contro la numero uno Justine Henin al primo turno. Al Tier II di Lussemburgo approda nel tabellone principale, superando i tre turni di qualificazioni, e viene poi battuta da Vera Zvonarëva dopo avere conquistato il primo set al tie-break e perso i restanti due parziali per 4–6, 2–6. Conclude una stagione molto positiva nelle prime 150 della classifica WTA.

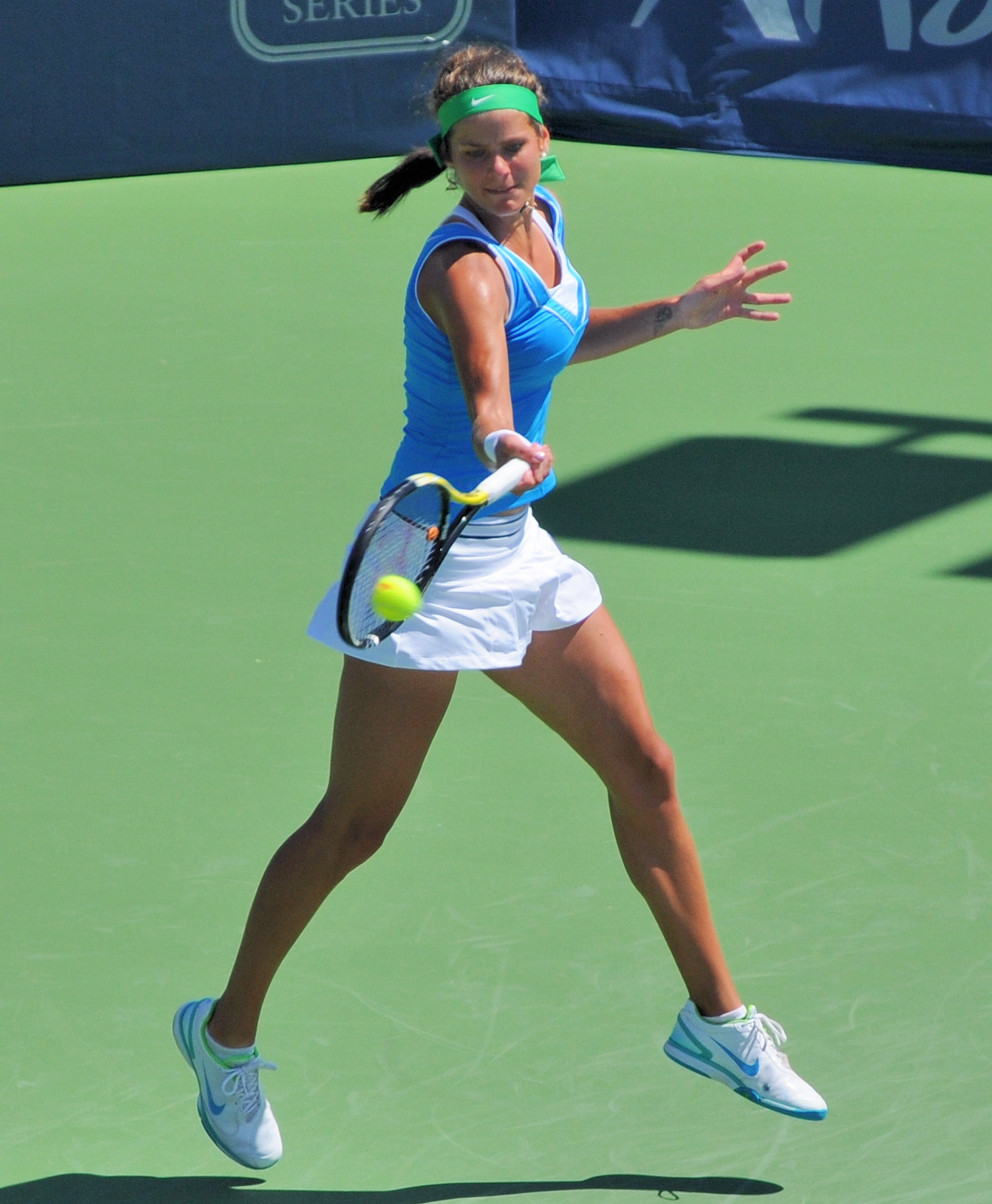
Il potente diritto di Julia Görges

### 2008
Inizia il 2008 fallendo le qualificazioni al Tier II di Gold Coast, al Tier II di Sydney e agli Australian Open. Al Tier III di Memphis raggiunge i quarti di finale dove si arrende alla bielorussa Vol'ha Havarcova dopo averla impegnata a fondo nel primo parziale. Al Roland Garros non riesce ad accedere al tabellone principale, battuta al turno finale delle qualificazioni da un'altra bulgara Nastas'sja Jakimava. A Wimbledon entra direttamente nel main draw e batte al primo turno la testa di serie n.23 Katarina Srebotnik per 16-14 al terzo set, mentre al secondo perde contro la specialista Marina Eraković in due set. Al torneo Tier IV di Portorose arriva fino alla semifinale, dove cede contro Anabel Medina Garrigues.

### 2009
Agli Australian Open 2009 la tennista tedesca viene eliminata al primo turno dall'ex numero 1 del mondo Ana Ivanović. Al Sony Ericsson di Miami supera le qualificazioni e il primo turno, mentre in quello successivo perde contro Jie Zheng. Successivamente partecipa al torneo di Varsavia, ma dopo avere superato al primo turno la canadese Aleksandra Wozniak, al secondo si arrende in tre set alla rumena Ioana Raluca Olaru. Al Roland Garros perde al primo turno contro Iveta Benešová. In seguito prende parte al Torneo di Wimbledon, ma anche in questa circostanza la sua corsa si ferma al primo turno contro Jelena Janković. Nel mese di luglio al torneo di Portorose esce di scena al primo turno per mano di Ksenija Pervak. Ad agosto partecipa agli US Open, ma viene sconfitta dalla russa Svetlana Kuznecova al primo turno. Al torneo International di Québec arriva fino alla semifinale, dove viene battuta da Lucie Šafářová. La settimana dopo, a Linz, perde al secondo turno contro Ioana Raluca Olaru, dopo avere passato le qualificazioni. Nel doppio vince il torneo di Portorose insieme a Vladimíra Uhlířová, mentre perde la finale a Istanbul in coppia con la svizzera Patty Schnyder.

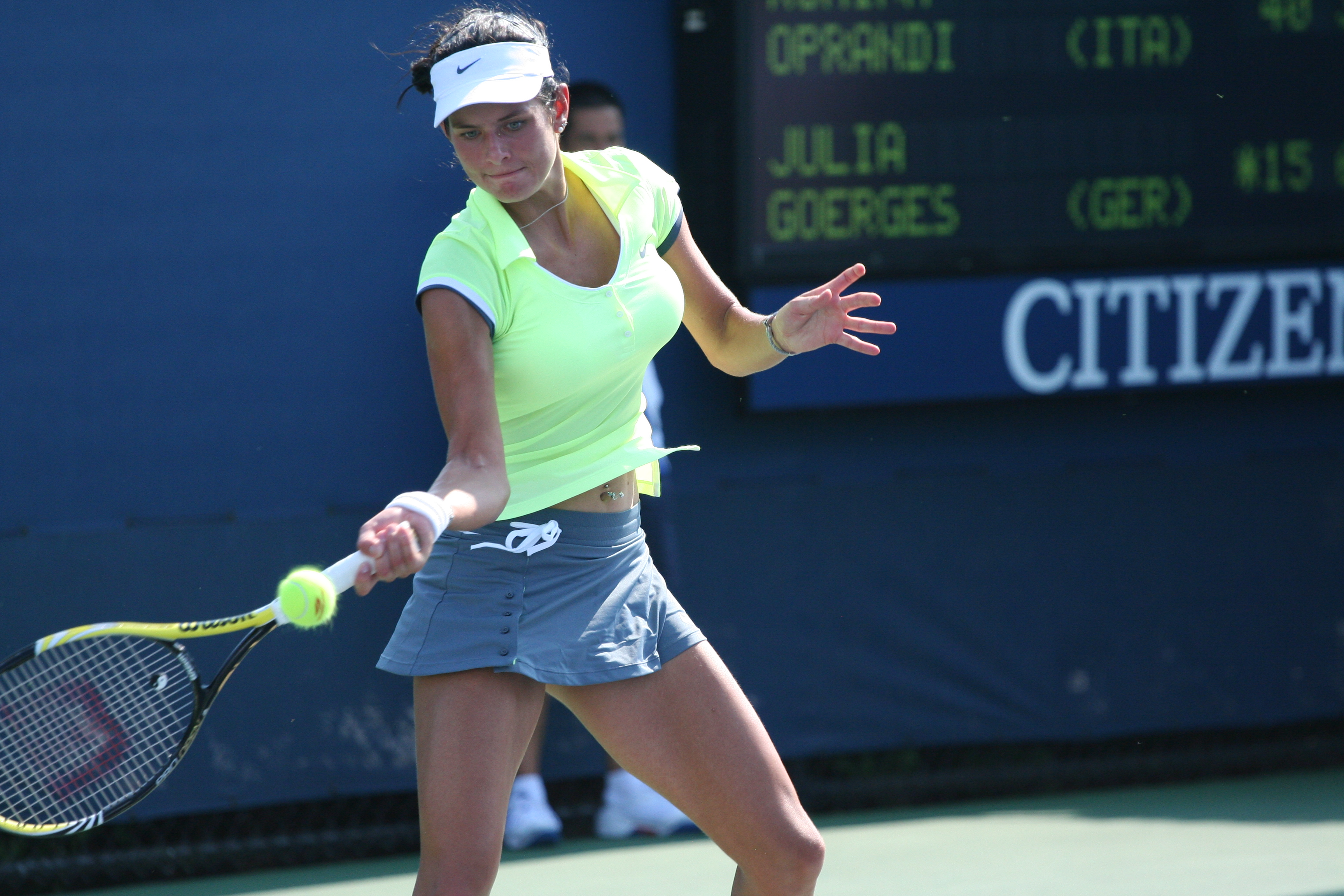
Julia agli US Open 2010

### 2010: primo titolo WTA
Agli Open d'Australia viene battuta dalla forte danese Caroline Wozniacki al secondo turno. Al torneo International di Pattaya viene superata al secondo turno da Sesil Karatančeva. Nella trasferta americana raggiunge il secondo turno a Indian Wells, a Miami e a Ponte Vedra Beach. Al Roland Garros raggiunge il secondo turno, dove viene sconfitta da Serena Williams. Il 25 luglio ha conquistato il primo titolo WTA in singolare a Bad Gastein, superando in finale la svizzera Timea Bacsinszky. La settimana precedente aveva raggiunto le semifinali del torneo di Palermo, sconfitta in due set da Flavia Pennetta. Raggiunge in seguito i quarti a Copenaghen, dove viene sconfitta da Caroline Wozniacki al tie-break del terzo set. Agli US Open la batte la belga Yanina Wickmayer al secondo turno. Il 24 ottobre perde la finale del torneo del Lussemburgo contro l'italiana Roberta Vinci. In doppio vince i tornei di Copenaghen insieme ad Anna-Lena Grönefeld e Seul con Polona Hercog, mentre in coppia con Jill Craybas perde la finale del torneo di Palermo.

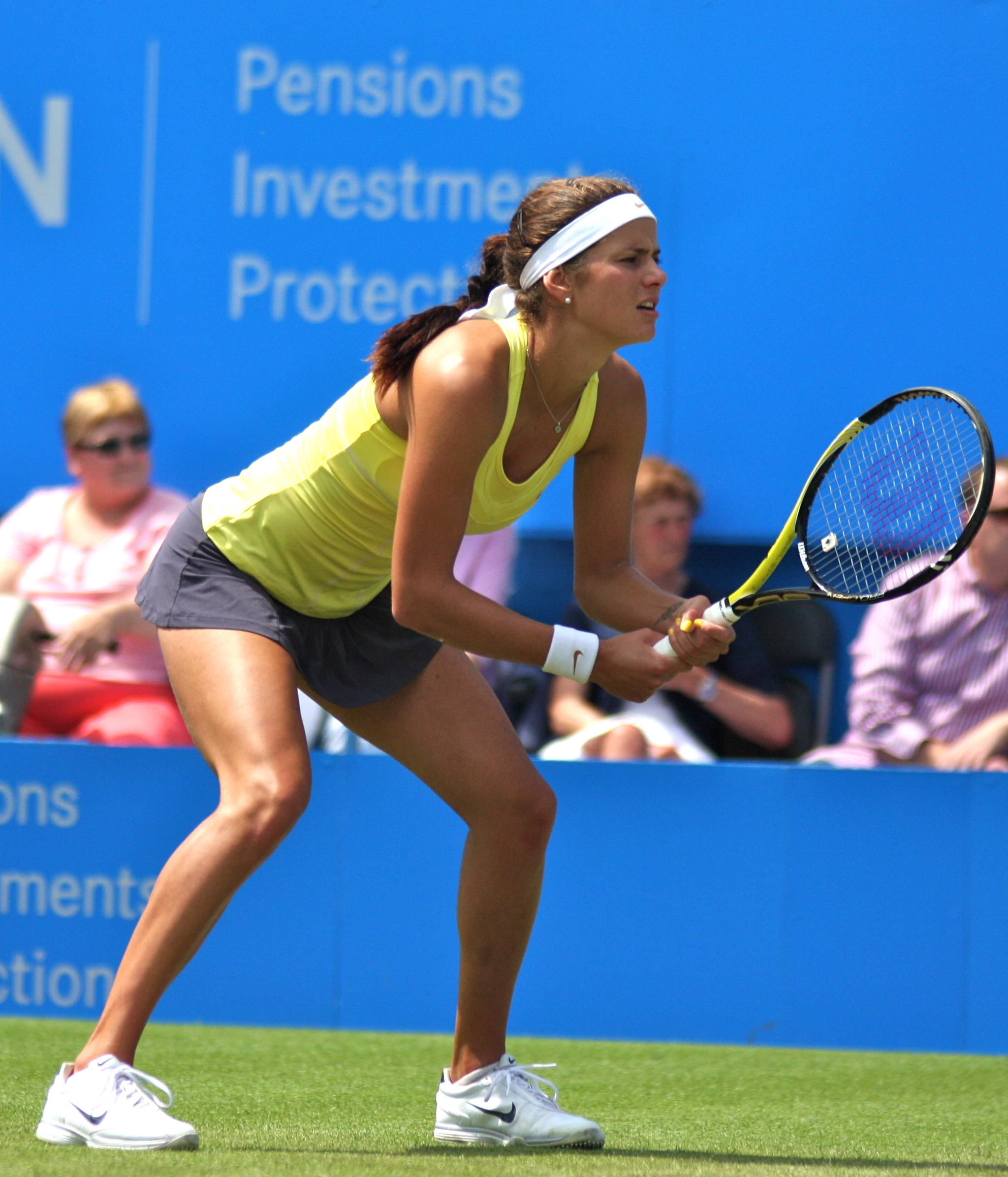
La tennista tedesca all'AEGON International di Eastbourne

### 2011: secondo titolo WTA
All'ASB Classic di Auckland perde nella semifinale contro Gréta Arn. Agli Australian Open viene superata al terzo turno dalla campionessa russa Marija Šarapova. Sulla terra verde di Charleston raggiunge i quarti di finale dove la batte la tennista russa Elena Vesnina. Il 24 aprile si aggiudica la finale del torneo di Stoccarda contro la numero uno del mondo Caroline Wozniacki in due set. Nei turni precedenti la tedesca aveva eliminato Dominika Cibulková, Viktoryja Azaranka, Sabine Lisicki e Samantha Stosur. Una settimana dopo, grazie alla semifinale raggiunta nel torneo di Madrid, persa conto la bielorussa Azarenka, arriva per la prima volta alla ventesima posizione del ranking mondiale. Delude, però, agli Open di Francia dove viene sconfitta al terzo turno da Marion Bartoli. Anche a Wimbledon raggiunge il terzo turno, dove si arrende alla slovacca Dominika Cibulková. Dopo due mesi abbastanza deludenti in singolare, mentre nel doppio raggiunge la finale a Bad Gastein e la semifinale a Stanford, si presenta agli US Open con appena due partite vinte. Riesce comunque a raggiungere il terzo turno, dove viene battuta da Peng Shuai. Successivamente raggiunge i quarti a Seul, battuta da María José Martínez Sánchez, il terzo turno a Tokyo, sconfitta dalla Šarapova e la semifinale al torneo di Lussemburgo, superata da Viktoryja Azaranka. Al torneo di Linz perde la finale di doppio insieme alla connazionale Anna-Lena Grönefeld.

### 2012: prima volta agli ottavi in uno Slam
Inizia la stagione perdendo la finale di doppio ad Auckland in coppia con Flavia Pennetta. Il 22 gennaio ha disputato per la prima volta nella carriera un ottavo di finale in uno Slam. All'Australian Open la polacca Agnieszka Radwańska ne ha fermato la corsa. All'Open GDF Suez di Parigi viene battuta in rimonta da Klára Zakopalová nei quarti. Il 25 febbraio perde la finale del torneo di Dubai ancora contro Agnieszka Radwańska. A Indian Wells viene superata dall'Azaranka negli ottavi di finale. Sulla terra rossa la stagione è deludente. Infatti a Stoccarda non riesce a difendere il titolo conquistato l'anno precedente poiché l'australiana Samantha Stosur l'ha battuta al secondo turno, mentre in doppio perde la finale insieme alla Grönefeld. A Madrid, semifinalista nella scorsa edizione, viene sconfitta all'esordio dalla connazionale Mona Barthel vincendo appena cinque game. Al torneo di Roma batte nei primi due turni Aleksandra Wozniak e Marion Bartoli, per poi arrendersi ad Angelique Kerber. Al Roland Garros spreca la possibilità di raggiungere gli ottavi di finale, infatti l'olandese Arantxa Rus, numero 88 delle classifiche WTA, la batte in tre set. Non trova fortuna nemmeno nel torneo di Bad Gastein dove si presenta come la numero uno del tabellone, perché cede alla qualificata e numero 211 del mondo Richèl Hogenkamp; nel doppio invece conquista il torneo in coppia con Jill Craybas.

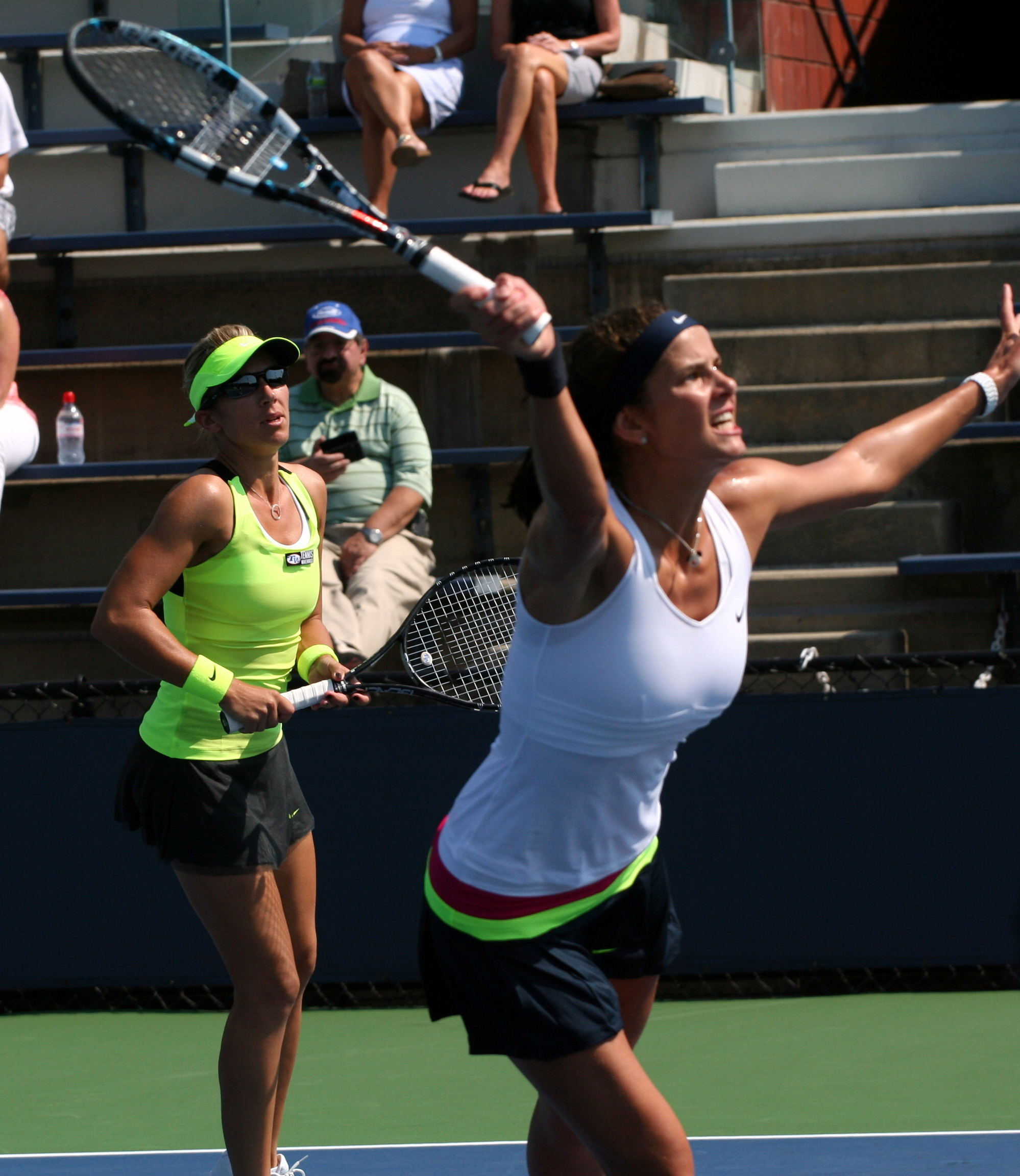
Julia Görges ha raggiunto i quarti di finale in doppio agli US Open 2012 insieme a Květa Peschke

Al Torneo di Wimbledon mette in serie difficoltà Ana Ivanović al terzo turno, ma deve poi arrendersi con il punteggio di 6–3, 3–6, 4–6. Ritorna sulla terra rossa per disputare i tornei di Palermo e Båstad. Nel torneo italiano perde a sorpresa contro la tennista ceca e sua partner abituale in doppio Barbora Strýcová, mentre in quello svedese si prende la rivincita sulla stessa Strýcová per poi essere sconfitta dalla slovena Polona Hercog. Ai Giochi olimpici 2012, al primo turno, sorprende la testa di serie n.2 Agnieszka Radwańska, reduce dalla finale di Wimbledon, riuscendo così a sconfiggere al terzo tentativo la giocatrice polacca. Raggiunge poi gli ottavi, cedendo alla russa Marija Kirilenko. Dopo i deludenti risultati a Montréal e Cincinnati perde al primo turno anche agli Open degli Stati Uniti per mano della giovane Kristýna Plíšková. Il 14 ottobre perde la finale del torneo di Linz contro la bielorussa Viktoryja Azaranka. Stessa sorte anche nel doppio, dove lei e la Strýcová vengono sconfitte da Grönefeld-Peschke.

### 2013: scarsi risultati
Inizia il 2013 raggiungendo ancora la finale in doppio ad Auckland con Jaroslava Švedova perdendola, mentre in singolare viene sconfitta al secondo turno da Johanna Larsson. La settimana seguente prende parte al torneo di Sydney dove esce di scena già al primo turno contro l'ex numero 2 del mondo Svetlana Kuznecova. Stessa sorte anche nel doppio in coppia con la Hantuchová. Agli Australian Open raggiunge gli ottavi di finale battendo in serie Vera Duševina, Romina Oprandi e Jie Zheng, per poi trovarsi di fronte la tennista cinese Li Na: il primo set è una dura lotta e la tedesca non sfrutta alcuni set point che le costano caro, infatti perde la prima frazione al tie-break, mentre nel secondo set è la cinese la padrona del campo che conquista nettamente per 6–1. In doppio viene sconfitta insieme alla Stosur al secondo turno. Si presenta in seguito in Europa per disputare l'Open GDF Suez, dove perde a sorpresa al primo turno contro la wild card Kristina Mladenovic in un'autentica lotta conclusasi al tie-break del terzo set. In doppio fa lo stesso risultato, questa volta insieme alla Niculescu. Si prende, però, la rivincita sulla stessa francese in Fed Cup e ottiene una vittoria anche sulla Parmentier. Al torneo di Dubai ha un sorteggio sfavorevole: al primo turno se la deve vedere contro l'italiana e numero 7 delle classifiche mondiali Sara Errani. In doppio, invece, raggiunge i quarti di finale insieme alla connazionale Kerber. Nonostante la sconfitta gioca una buona partita riuscendo anche a portarla al terzo set.

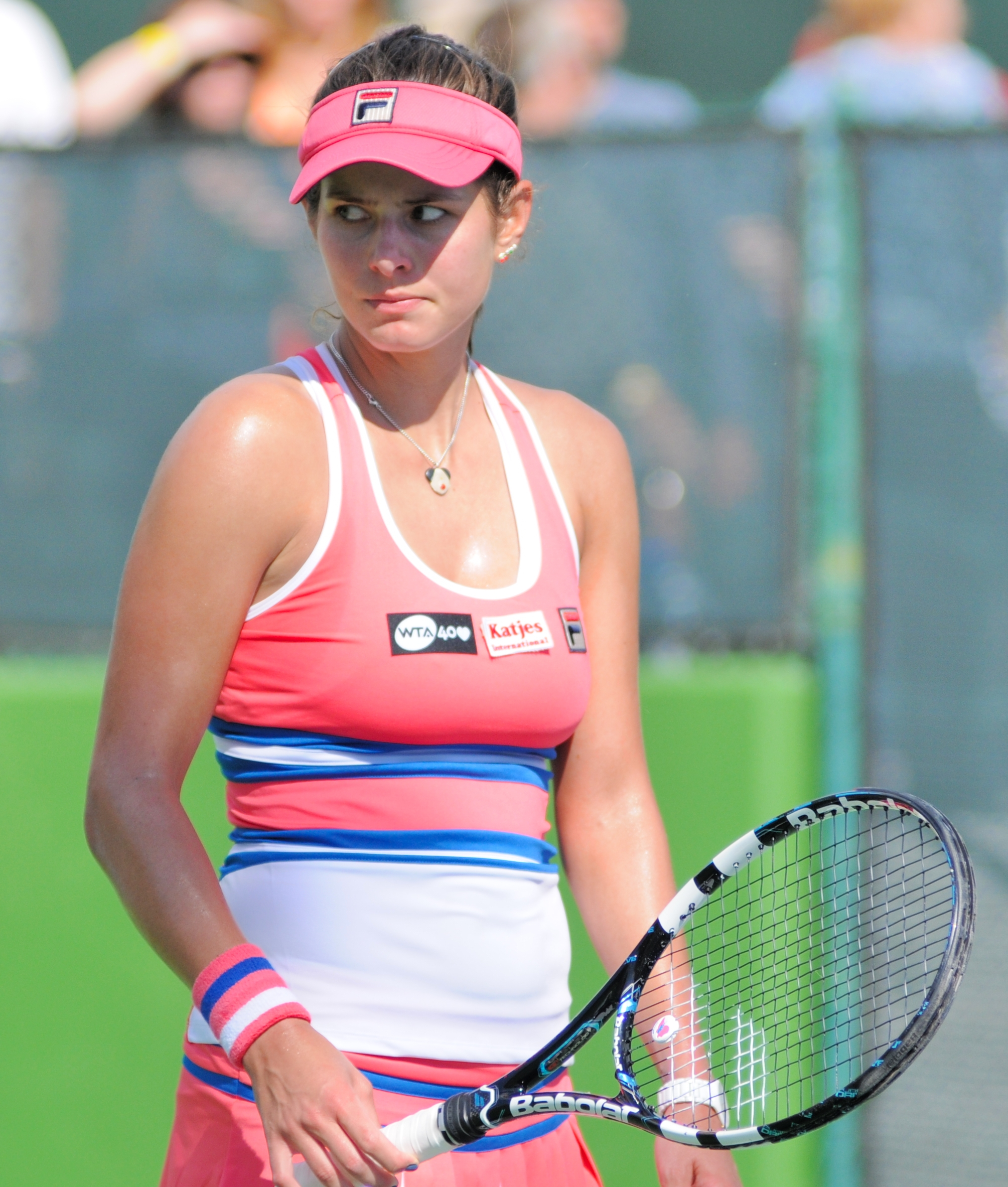
Julia al BNP Paribas Open di Indian Wells

Ritorna a giocare a Indian Wells dove, essendo testa di serie, ottiene un bye al primo turno. Al secondo turno batte la svedese Sofia Arvidsson in due set, mentre nel turno seguente patisce una brutta sconfitta da parte della Petrova, infatti Julia è riuscita a vincere solamente tre game. Il suo momento negativo continua anche nell'altro torneo Mandatory di Miami, dove viene sconfitta al secondo turno dalla giovane wild card Ajla Tomljanović e numero 242 del mondo. Nel doppio raggiunge il secondo turno a Indian Wells, mentre a Miami esce di scena nei quarti: nelle due occasioni ha fatto coppia con la Švedova. Dopo due settimane si presenta a Charleston, dove batte ai primi due turni Julija Putinceva e Vol'ha Havarcova, che veniva da un buon periodo di forma. Proprio quando sembrava essersi ripresa viene sconfitta a sorpresa da Stefanie Vögele al terzo turno. In doppio, ancora con la Švedova, raggiunge i quarti di finale. Nel nuovo torneo di Katowice si ritira durante il suo match di primo turno contro la qualificata Jill Craybas, dopo avere vinto il primo set al tie-break, perso il secondo per 6–3 e stata in svantaggio nel terzo per 4–1. Disputa, comunque, il torneo casalingo a Stoccarda e questa volta è lei a vincere grazie al ritiro della belga Kirsten Flipkens, ma nel secondo turno viene sconfitta dalla numero 8 del mondo Petra Kvitová. In doppio, questa volta insieme alla Strýcová, perde già al primo turno. Al Portugal Open accetta la wild card per disputare il torneo, ma esce al primo turno per mano della lucky loser Mónica Puig in due set. Si presenta in seguito al torneo Mandatory di Madrid e batte al primo Bojana Jovanovski per 6–4, 6–1, mentre nel secondo turno si ritira senza scendere nemmeno in campo contro Varvara Lepchenko. In doppio va fuori ancora al primo turno sempre in coppia con la Švedova. La settimana successiva, al torneo di Roma, supera il primo turno a fatica contro la qualificata Andrea Hlaváčková, invece nel secondo turno è la Azarenka a non faticare estromettendo la tedesca nel torneo lasciandole appena due giochi. Nel doppio, insieme alla Minella non va oltre il primo turno. La settimana prima dello Slam francese disputa il torneo di Brussels battendo al primo turno la statunitense Coco Vandeweghe; al secondo turno, invece, si ritira quando già sotto di un set contro la Oprandi. Si presenta ugualmente al Roland Garros ma è sorprendentemente battuta al primo turno dalla qualificata e senza classifica WTA Zuzana Kučová in due set.

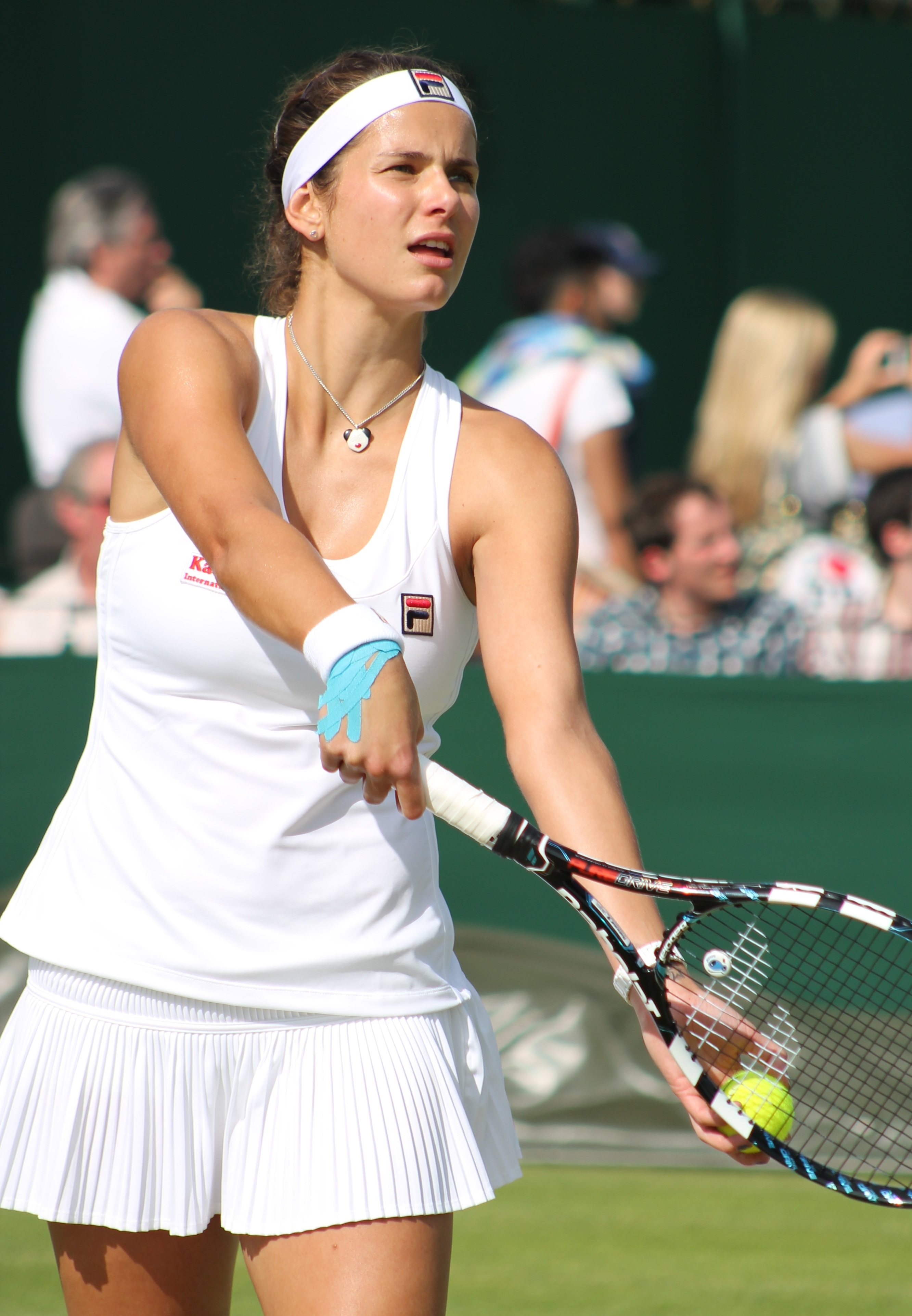
Julia a Wimbledon nel 2013

Si ripresenta in Germania per disputare uno degli ultimi eventi sulla terra battuta. Al Nürnberger Versicherungscup raggiunge il secondo turno battendo Alexandra Cadanțu, per poi essere sconfitta dalla connazionale e wild card Andrea Petković. Nella specialità di doppio fa coppia per la seconda volta con la Minella, ma le due escono di scena al primo turno. Al Torneo di Wimbledon viene ancora sconfitta al primo turno, questa volta ancora per mano di una qualificata, Mariana Duque Mariño, che prevale in tre lottati set. Nel doppio lei e la Strýcová battono al terzo turno la coppia numero 1 del mondo Errani-Vinci raggiungendo così i quarti di finale, dove vengono battute da Aoyama/Scheepers. Dopo due settimane di riposo ritorna alla Bank of the West Classic, dove è sconfitta al primo turno da Vol'ha Havarcova. Le va meglio in doppio, dove raggiunge la finale insieme a Darija Jurak. Al Southern California Open esce di scena in singolare per mano di Sesil Karatančeva, mentre in doppio Julia e Darija vengono eliminate da Daniela Hantuchová e dalla rientrante Martina Hingis. I tornei di Toronto e Cincinnati le vanno malissimo in singolare, eliminata entrambe le volte al primo turno, mentre nel doppio si riunisce con la Strýcová raggiungendo i quarti a Toronto e la semifinale a Cincinnati. A New Haven batte al primo turno Bojana Jovanovski ritornando in una vittoria dal mese di giugno dal torneo di Norimberga. Al secondo turno lotta ma non riesce a piegare la resistenza di Sloane Stephens. Agli US Open viene sconfitta da Christina McHale al primo turno. In doppio Görges e Strýcová perdono al secondo turno. A Seul batte al primo turno Misaki Doi ottenendo appena la sedicesima vittoria stagionale, al secondo turno perde contro Irina-Camelia Begu. In doppio Julia fa coppia con Kimiko Date-Krumm perdendo all'esordio. Al Toray Pan Pacific Open e al China Open si ferma al primo turno, perdendo rispettivamente contro Sorana Cîrstea e Kaia Kanepi, mentre in doppio con Strýcová perdono ai quarti a Tokyo e al secondo turno a Pechino sempre contro Peng Shuai/ Hsieh Su-wei.

### 2014-2016: uscita dalla Top 100 in singolare e Top 15 in doppio

#### 2014: finale al Roland Garros in doppio misto

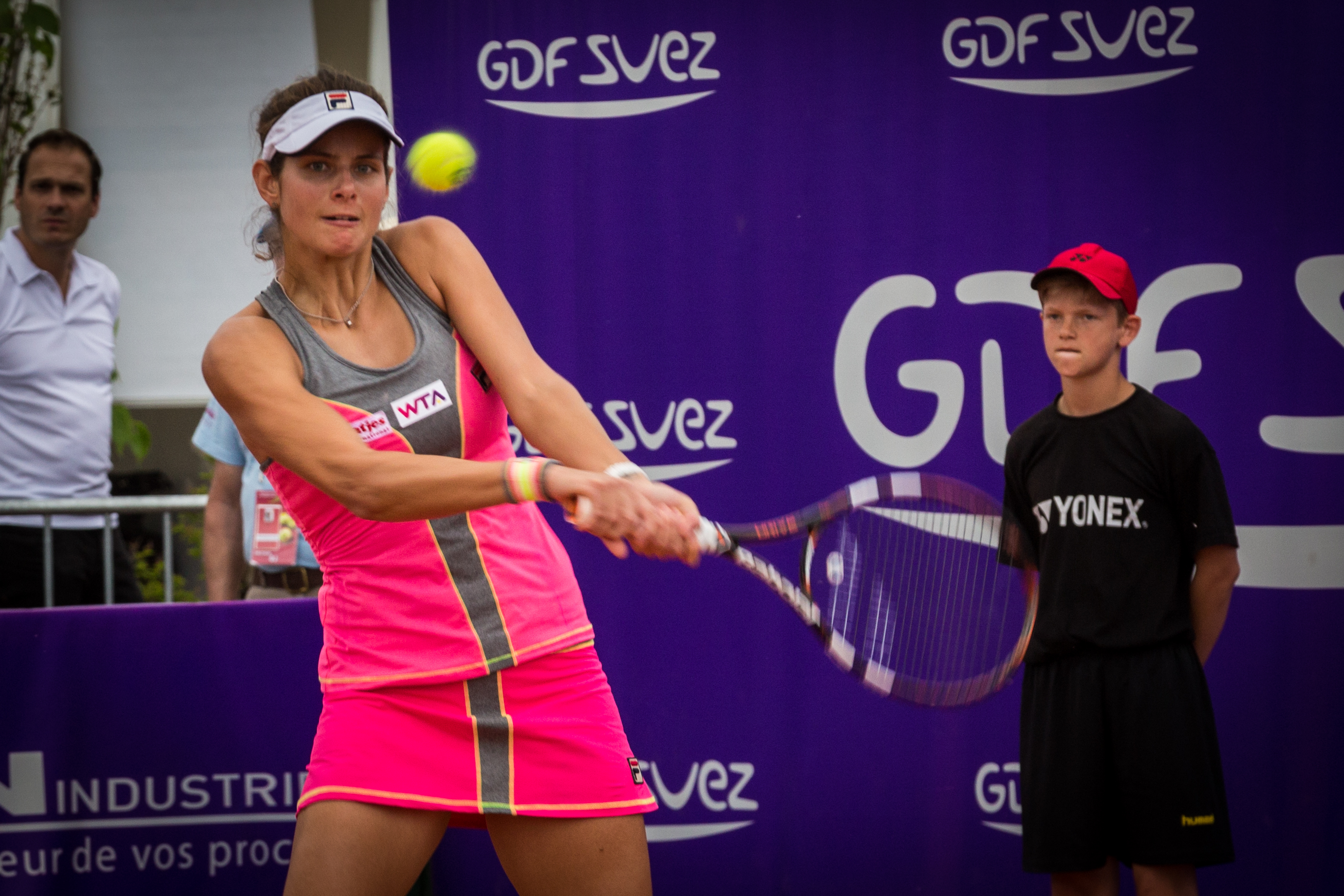
Julia nel 2014

Apre il nuovo anno in Nuova Zelanda, nel torneo di Auckland, dove passa al primo turno sconfiggendo la Karin Knapp e viene eliminata nell'incontro successivo dalla Sachie Ishizu. Nel torneo di Sydney riceve una wild card come lucky loser, ma viene estromessa subito da Caroline Wozniacki. La tennista tedesca partecipa agli Australian Open e estromette al primo turno la testa di serie numero 7 del torneo Sara Errani in due set, ma nel secondo turno perde contro Lauren Davis in tre lottati set. Raggiunge la semifinale nel torneo di Pattaya, dove viene sconfitta da Karolína Plíšková, rientrando così tra le prime cento tenniste (88º posto). Ad Acapulco viene sconfitta al secondo turno da Kaia Kanepi. A Indian Wells viene sconfitta al secondo turno dalla campionessa uscente Marija Šarapova con il punteggio di 6–1, 6–4. Nel torneo di Stoccarda supera Sorana Cîrstea, per poi cedere ad Ana Ivanović in tre set. Si qualifica per Madrid, ma viene estromessa nel primo turno da Simona Halep, numero quattro del mondo. Raggiunge i quarti di finale a Strasburgo eliminando le americane Sloane Stephens e Lauren Davis, per poi cedere a Madison Keys. Al Roland Garros viene sconfitta in tre set nel secondo turno da Eugenie Bouchard. Tuttavia, in coppia con Nenad Zimonjić, raggiunge la finale dello slam parigino, perdendo contro Anna-Lena Grönefeld/Jean-Julien Rojer. A Wimbledon viene sconfitta nel primo turno dalla futura semifinalista Lucie Šafářová, invece agli US Open viene eliminata da Flavia Pennetta.

#### 2015: ottavi di finale agli Australian Open e al Roland Garros in singolare; semifinale agli AO in doppio

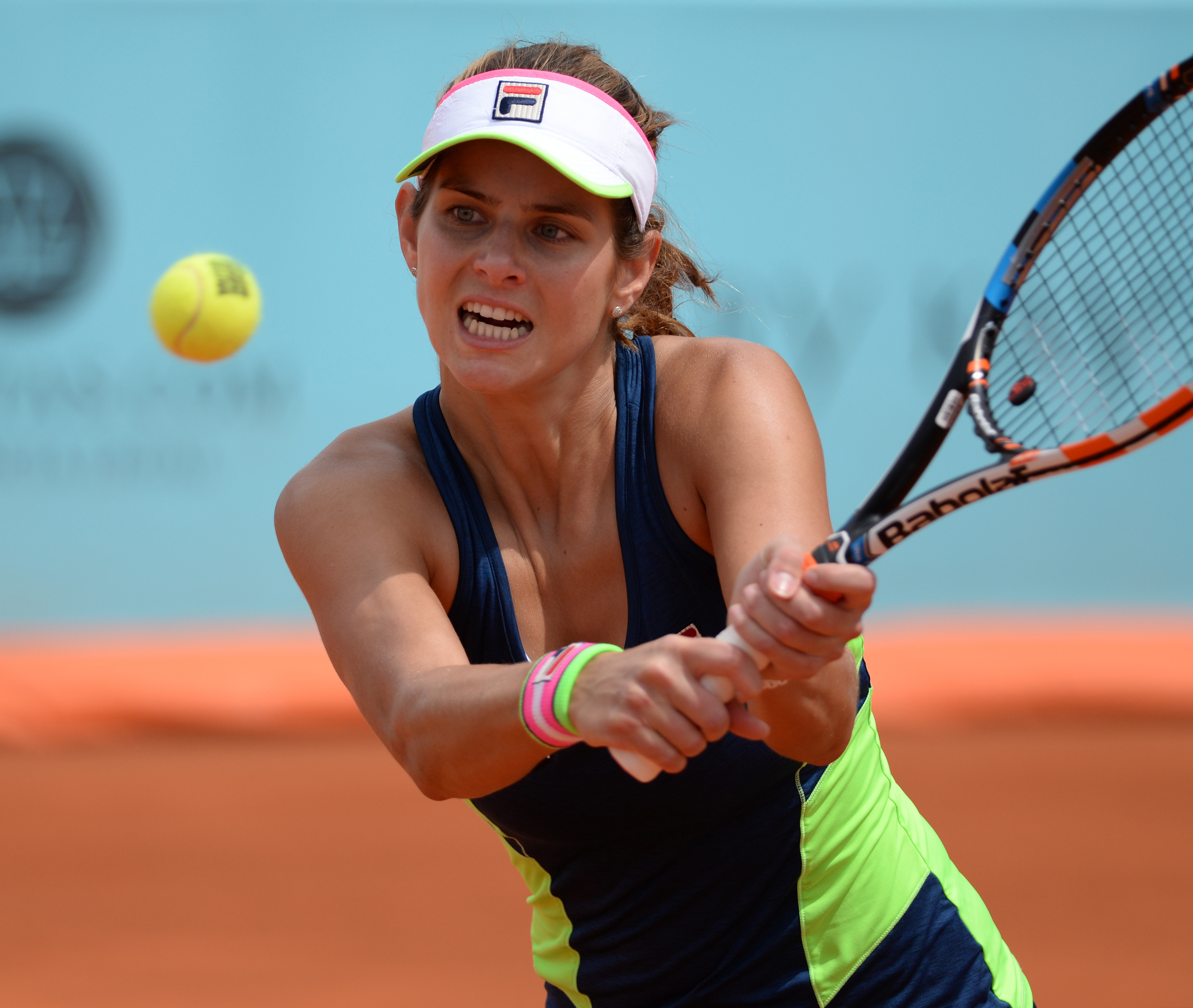
Julia nel 2015

Inizia l'anno disputando i quarti di finale ad Auckland, dove viene sconfitta da Caroline Wozniacki. Si presenta agli Australian Open ed estromette Belinda Bencic, Klára Koukalová e Lucie Hradecká, per poi perdere contro Ekaterina Makarova. Invece, in coppia con Anna-Lena Grönefeld, si spinge fino alla semifinale. Disputa i quarti di finale a Kuala Lumpur, dove cede ad Alexandra Dulgheru. Nello Slam parigino supera con difficoltà Coco Vandeweghe, si impone sulla numero cinque del mondo Caroline Wozniacki ed elimina Irina Falconi; viene poi sconfitta dall'italiana Sara Errani.

#### 2016: semifinale agli Australian Open e a Wimbledon in doppio

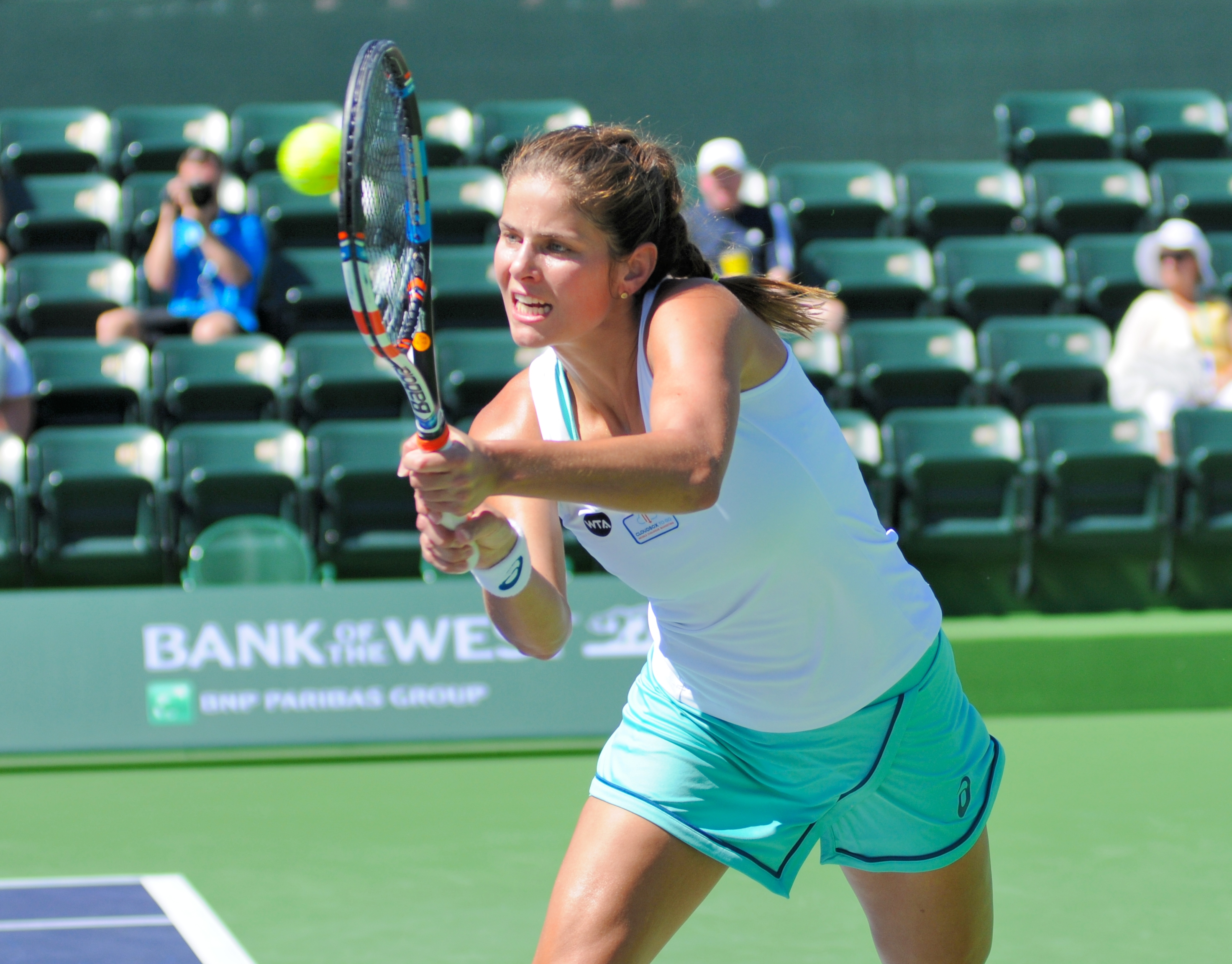
Julia nel 2016

Inizia il 2016 disputando la finale ad Auckland dove cede a Sloane Stephens. Agli Australian Open non riesce a ripetere gli ottavi di finale, in quanto viene sconfitta dalla numero nove del mondo, Karolína Plíšková, nel secondo turno. In doppio, in coppia con la Plíšková, raggiunge nuovamente la semifinale. Riceve una wildcard per il torneo di Dubai, dove estromette Svetlana Kuznecova, concedendole solamente un game, prima di cedere a Barbora Strýcová. In coppia con Tímea Babos raggiunge la semifinale. A Doha si scontra nuovamente contro la Kuznecova, perdendo il match. Disputa gli Indian Wells dove viene sconfitta all'esordio da Camila Giorgi, mentre in coppia con la Plíšková raggiunge la finale dove le due vengono sconfitte dalle americane Bethanie Mattek-Sands/Coco Vandeweghe. A Miami si impone su Nao Hibino e su Samantha Stosur, per poi cedere a Simona Halep. Si presenta al Roland Garros dove sconfigge Johanna Konta, per poi perdere contro Mónica Puig; mentre a Wimbledon viene fermata all'esordio da Jaroslava Švedova. Nonostante ciò raggiunge la semifinale in coppia con la Plíšková. Si spinge fino alla semifinale a Båstad, dove viene sconfitta dalla futura campionessa Laura Siegemund. Agli US Open supera agevolmente Yanina Wickmayer, prima di perdere contro la beniamina di casa Venus Williams. In seguito esce di scena in semifinale a Mosca, sconfitta da Dar'ja Gavrilova.

### 2017-2018: ritorno al successo

#### 2017: quarto titolo WTA in carriera

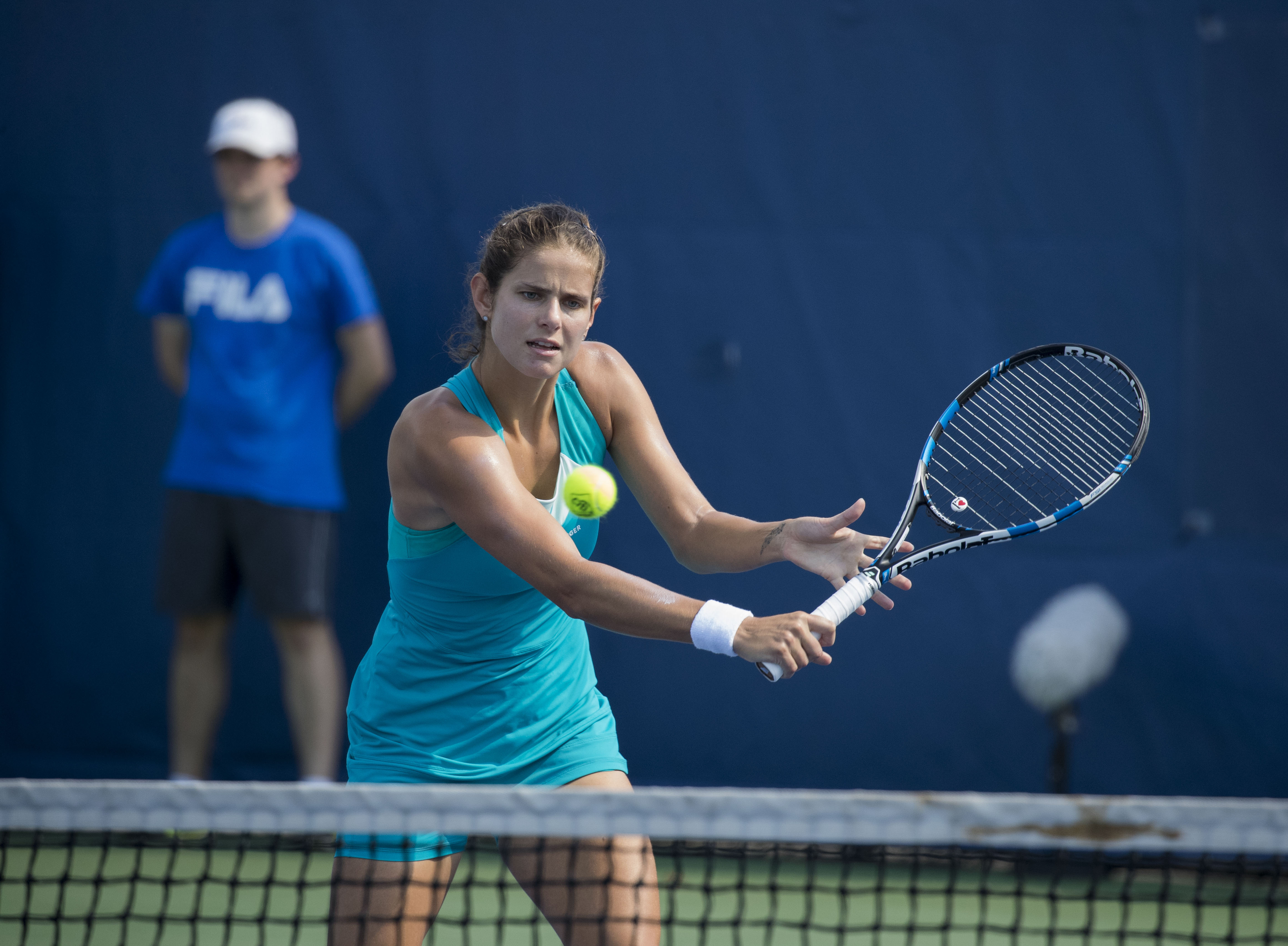
Julia nel 2017

Centra una semifinale all'Hungarian Ladies Open, dove si arrende alla giocatrice di casa Tímea Babos. Al Mexican Open esce di scena al terzo turno ritirandosi contro Lesja Curenko. Agli Indian Wells Open si spinge fino al secondo turno dove viene sconfitta da Lauren Davis. Al Miami Open presented by Itaú non fa meglio, stavolta per mano di Risa Ozaki. Arriva ai quarti di finale nel Ladies Open Biel Bienne; qui ancora una volta è costretta al ritiro dando così la vittoria a Barbora Strýcová. Si scontra di nuovo contro la stessa all'Open di Praga, ed il risultato è netto: la tennista ceca vince per 6–4, 6–0. A Roma si ferma al terzo turno dove incontra Garbiñe Muguruza. Non va oltre al primo turno nell'Open di Francia, dove viene sconfitta dopo una dura battaglia da Madison Brengle. Al Majorca Open giunge in finale, dove è sconfitta da Anastasija Sevastova; gioca anche in doppio dove è costretta al ritiro insieme alla compagna Xenia Knoll. A Wimbledon si ferma al primo turno contro Lesja Curenko che la batte in rimonta per 7–6(5), 6(8)–7, 4–6; nel doppio, in coppia con Barbora Strýcová, arriva fino al terzo turno. Al Bucarest Open si spinge fino alla finale, dove viene battuta da Irina-Camelia Begu. Perde nuovamente in un'altra finale, stavolta a Washington, contro Ekaterina Makarova. A Cincinnati esce ai quarti di finale per mano di Sloane Stephens. Agli US Open perde al terzo turno nuovamente contro la Stephens. A Wuhan si ferma al secondo turno dove è sconfitta da Agnieszka Radwańska con un doppio 5–7. Al China Open non va meglio; stavolta esce per mano di Barbora Strýcová; nel doppio, in coppia con Kiki Bertens, perde nei quarti di finale contro Tímea Babos e Andrea Sestini Hlaváčková. Dopo questi scarsi successi al Kremlin Cup giunge in finale e batte Dar'ja Kasatkina. Vince il titolo anche al WTA Elite Trophy 2017, dove si impone  sull'americana Coco Vandeweghe.

#### 2018: due titoli stagionali, Top 10 e semifinale a Wimbledon

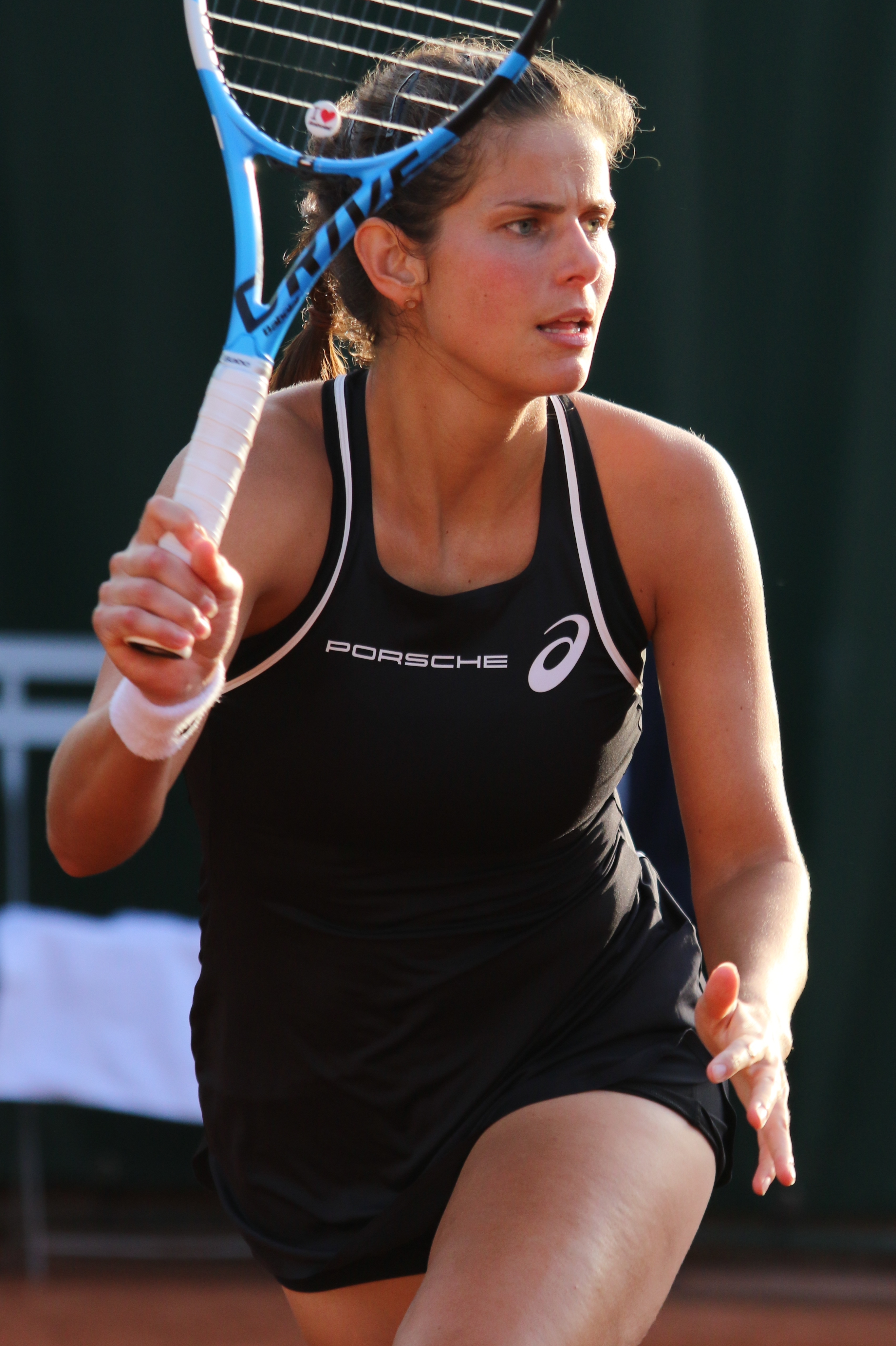
Julia nel 2018

Il 2018 inizia bene per la tedesca che arriva in finale all'Auckland Open, dove sconfigge Caroline Wozniacki per 6–4, 7–6(4). Delude agli Australian Open uscendo di scena già al secondo turno contro Alizé Cornet. Giunge in semifinale al St. Petersburg Ladies Trophy, dove perde da Petra Kvitová. Grazie a questo risultato arriva alla posizione n°10 del ranking mondiale, migliorando il suo best ranking. Prende parte al Qatar Total Open dove arriva ai quarti di finale. Agli Indians Wells viene eliminata al secondo turno, mentre a Miami al primo. A Charleston raggiunge la finale perdendo nettamente contro Kiki Bertens. A Stoccarda viene estromessa a sorpresa al primo turno, a Madrid raggiunge gli ottavi di finale e a Nuernberger il primo turno. Nell'Open di Francia viene eliminata da Serena Williams nel terzo turno. Non va oltre ai quarti di finale a Birmingham, venendo fermata dalla futura campionessa Petra Kvitová. Delude le aspettative a Eastbourne venendo rimontata da Aryna Sabalenka, futura finalista, per 6-1 4-6 4-6.
Prende parte a Wimbledon, come 13ª testa di serie, dove supera in ordine: Mónica Puig, Vera Lapko, Barbora Strýcová, Donna Vekić  e Kiki Bertens. Approda così per la prima volta in una semifinale Slam in singolare. Qui trova Serena Williams la quale la estromette senza problemi.
A Mosca viene sorpresa dal nuovo talento emergente Olga Danilović nei quarti di finale. Non brilla a Toronto e Cincinnati, uscendo rispettivamente al terzo e primo turno. Disputa invece un buon torneo a New Haven, sconfitta solo in semifinale dalla futura campionessa Sabalenka in due set molto lottati. Agli US Open esce di scena al secondo turno, venendo sconfitta in due set dalla russa Makarova. A Pechino vince due partite, ma al terzo turno la sua corsa viene fermata dalla rampante Naomi Ōsaka, che la estromette in due set molto rapidi. Decide poi di non partecipare al torneo di Mosca, dove difendeva i punti derivanti dalla vittoria dell'anno precedente, bensì all'International indoor di Lussemburgo. Tale superficie si adatta alla perfezione al suo gioco, disputando infatti un gran torneo, portando a casa la coppa nella finale contro Belinda Bencic vinta per 6–4, 7–5. Partecipa al torneo secondario del Masters femminile di fine anno, l'Elite Trophy, dove si spinge fino alla semifinale sconfitta dalla futura campionessa Ashleigh Barty.

### 2019: settimo titolo WTA
Inaugura la nuova stagione conquistano il torneo di Auckland, per la seconda volta consecutiva, battendo in finale Bianca Andreescu . Nella corsa al titolo aveva sconfitto anche Johanna Larsson, Mona Barthel, Eugenie Bouchard e Viktória Kužmová.
Successivamente ha inizio un periodo di scarsi risultati per la tedesca. Infatti agli Australian Open esce di scena già al primo turno, in quanto viene sconfitta da Danielle Collins; a San Pietroburgo nel secondo turno per mano di Vera Zvonarëva; nei quarti di finale in Qatar da Simona Halep, numero uno del mondo; all'esordio da Alison Riske a Dubai. Agli Indian Wells non va oltre il secondo turno, estromessa dalla connazionale Mona Barthel; a Miami da Caroline Garcia nel secondo turno; all'esordio a Charleston da Taylor Townsend. È costretta al ritiro nel torneo di Stoccarda contro Anastasija Pavljučenkova sul punteggio di 6–4, 2–6, 0–4 in favore alla russa; a Madrid viene sconfitta all'esordio da Viktória Kužmová; a Roma esce di scena perché costretta al ritiro nel secondo turno contro Mihaela Buzărnescu; al Roland Garros non va oltre il primo turno estromessa da Kaia Kanepi.
Inizia la stagione sull'erba e i suoi risultati migliorano. Difatti raggiunge la sedicesima finale in carriera a Birmingham, dove è opposta ad Ashleigh Barty, numero due del ranking. Precedentemente si era imposta su Dajana Jastrems'ka, Evgenija Rodina, Julija Putinceva e Petra Martić. Nell'ultimo atto, tuttavia, cede il passo a Barty, che si impone per 6–3, 7–5.
Partecipa al torneo di Wimbledon, dove difende la semifinale. Come testa di serie numero 18 supera due qualificate nei primi due turni, ovvero Elena-Gabriela Rusee Varvara Flink. Al terzo turno ritrova Serena Williams, che l'aveva sconfitta nella semifinale dei Championsips 2019: anche questa volta l'americana ha la meglio in due set.
Non difendendo la semifinale dell'anno precedente perde alcune posizioni nel ranking, assestandosi al numero 25 del mondo. Partecipa al torneo di Losanna come testa di serie numero 1; tuttavia, nell'esordio contro la wild card di casa Simona Waltert, è costretta al ritiro sul 7–6(5), 4–6, 2–3 a causa di un problema al polso.
La giocatrice tedesca si ripresenta in campo ad agosto alla Rogers Cup di Toronto: al primo turno supera, la qualificata Hercog mentre al secondo turno perde contro Belinda Bencic dopo avere vinto il primo set 7–5. Dopo una sconfitta al primo turno a Cincinnati (battuta da Kenin in due parziali) si presenta agli US Open come testa di serie numero 26. Al primo turno elimina Natal'ja Vichljanceva; al secondo turno trova la wild card di casa Francesca Di Lorenzo, che batte agevolmente per 7–5, 6–0. Al terzo turno trova la testa di serie numero 7 Kiki Bertens: la tedesca vince nettamente sull'olandese per 6–2, 6–3, accedendo al quarto turno a New York per la seconda volta in carriera (dopo la cavalcata del 2017, dove fu fermata dalla Stephens). Negli ottavi di finale viene estromessa dal torneo da Donna Vekić, che vince un match molto tirato per 6(5)–7, 7–5, 6–3.
Dopo una sconfitta all'esordio al China Open prende parte al torneo di Linz, dove viene battuta al secondo turno dalla connazionale Andrea Petković in due set. Gioca al Luxembourg Open, il suo ultimo torneo dell'anno. Accreditata della testa di serie numero 2 onora quest'ultima arrivando all'atto finale sconfiggendo Misaki Doi, Sorana Cîrstea, Mónica Puig ai quarti e Elena Rybakina in semifinale. In finale affronta per la prima volta in carriera Jeļena Ostapenko, con la quale perde. Chiude l'anno alla posizione numero 28.

### 2020: ritiro
Inizia il suo anno all'ASB Classic di Auckland, torneo vinto sia nel 2018 che nel 2019. Da testa di serie numero 4 batte prima Greet Minnen per 6–1, 7–6(4) e poi Jil Teichmann, portando a 12 il numero di vittorie consecutive nel torneo dal 2018. Nei quarti di finale trova Caroline Wozniacki, già battuta in questo torneo nella finale del 2018: tuttavia, in questa circostanza, la danese ottiene la vittoria. Perde dieci posizioni nel ranking, assestandosi alla posizione numero 38 del ranking. Partecipa al torneo Premier di Adelaide: dopo una vittoria in 2 set su Priscilla Hon, cede in due tie-break alla svizzera Belinda Bencic, testa di serie numero 4. Agli Australian Open supera i primi due ostacoli rappresentati da Kužmová e Martic, mentre al terzo turno cade sotto i colpi dell'americana Alison Riske. A Dubai è la prima testa di serie delle qualificazioni (che non giocava dal 2016) e, dopo una vittoria contro Camila Giorgi, perde contro Sorana Cîrstea, mancando l'approdo ad un main draw (evento che non si verificava dal Western & Cincinnati Open del 2016). Nel Premier 5 di Doha viene subito sconfitta da Maria Sakkarī (testa di serie numero 15) in due set.
Dopo la lunga pausa dovuta alla pandemia di COVID-19 ritorna in campo a settembre sulla terra rossa di Roma, dopo avere saltato la trasferta nordamericana. Nel torneo italiano, tuttavia, viene subito estromessa dalla montenegrina Kovinić, che prevale sulla tedesca. Al Roland Garros torna alla vittoria eliminando la testa di serie numero 19 Alison Riske in tre set, mentre al secondo turno cede il passo alla connazionale Laura Siegemund. Trattasi questo dell'ultimo torneo disputato dalla teutonica, che il 21 ottobre successivo annuncia il ritiro dalle competizioni.

## Caratteristiche tecniche
Destrorsa e dotata di rovescio bimane, attualmente è allenata da Sascha Nensel e considera cemento ed erba le superfici predilette. È dotata di una notevole accelerazione e di un potente dritto; queste caratteristiche, combinate con un buonissimo gioco a rete, rendono la Görges una temibile giocatrice del circuito WTA.

## Statistiche WTA

### Singolare

#### Vittorie (7)
| Legenda               |
| --------------------- |
| Grande Slam (0)       |
| Ori olimpici (0)      |
| WTA Finals (0)        |
| WTA Elite Trophy (1)  |
| Premier Mandatory (0) |
| Premier 5 (0)         |
| Premier (2)           |
| International (4)     |

| N. | Data            | Torneo                               | Superficie      | Avversaria in finale | Punteggio     |
| 1. | 25 luglio 2010  | Gastein Ladies, Bad Gastein          | Terra rossa     | Timea Bacsinszky     | 6–1, 6–4      |
| 2. | 24 aprile 2011  | Porsche Tennis Grand Prix, Stoccarda | Terra rossa (i) | Caroline Wozniacki   | 7–6(3), 6–3   |
| 3. | 21 ottobre 2017 | Kremlin Cup, Mosca                   | Cemento (i)     | Dar'ja Kasatkina     | 6–1, 6–2      |
| 4. | 5 novembre 2017 | WTA Elite Trophy, Zhuhai             | Cemento (i)     | Coco Vandeweghe      | 7–5, 6–1      |
| 5. | 7 gennaio 2018  | ASB Classic, Auckland                | Cemento         | Caroline Wozniacki   | 6–4, 7–6(4)   |
| 6. | 20 ottobre 2018 | BGL Luxembourg Open, Lussemburgo     | Cemento (i)     | Belinda Bencic       | 6–4, 7–5      |
| 7. | 6 gennaio 2019  | ASB Classic, Auckland (2)            | Cemento         | Bianca Andreescu     | 2–6, 7–5, 6–1 |

#### Sconfitte (10)
| Legenda               |
| --------------------- |
| Grande Slam (0)       |
| Argenti olimpici (0)  |
| WTA Finals (0)        |
| WTA Elite Trophy (0)  |
| Premier Mandatory (0) |
| Premier 5 (0)         |
| Premier (3)           |
| International (7)     |

| N.  | Data             | Torneo                               | Superficie  | Avversaria in finale | Punteggio        |
| 1.  | 24 ottobre 2010  | BGL Luxembourg Open, Lussemburgo     | Cemento (i) | Roberta Vinci        | 3–6, 4–6         |
| 2.  | 25 febbraio 2012 | Dubai Tennis Championships, Dubai    | Cemento     | Agnieszka Radwańska  | 5–7, 4–6         |
| 3.  | 14 ottobre 2012  | Generali Ladies Linz, Linz           | Cemento (i) | Viktoryja Azaranka   | 3–6, 4–6         |
| 4.  | 9 gennaio 2016   | ASB Classic, Auckland                | Cemento     | Sloane Stephens      | 5–7, 2–6         |
| 5.  | 25 giugno 2017   | Mallorca Open, Maiorca               | Erba        | Anastasija Sevastova | 4–6, 6–3, 3–6    |
| 6.  | 23 luglio 2017   | BRD Bucarest Open, Bucarest          | Terra rossa | Irina-Camelia Begu   | 3–6, 5–7         |
| 7.  | 6 agosto 2017    | Citi Open, Washington                | Cemento     | Ekaterina Makarova   | 6–3, 6(2)–7, 0–6 |
| 8.  | 8 aprile 2018    | Volvo Car Open, Charleston           | Terra verde | Kiki Bertens         | 2–6, 1–6         |
| 9.  | 23 giugno 2019   | Nature Valley Classic, Birmingham    | Erba        | Ashleigh Barty       | 3–6, 5–7         |
| 10. | 20 ottobre 2019  | BGL Luxembourg Open, Lussemburgo (2) | Cemento (i) | Jeļena Ostapenko     | 4–6, 1–6         |

### Doppio

#### Vittorie (5)
| Legenda               |
| --------------------- |
| Grande Slam (0)       |
| Ori olimpici (0)      |
| WTA Finals (0)        |
| WTA Elite Trophy (0)  |
| Premier Mandatory (0) |
| Premier 5 (0)         |
| Premier (1)           |
| International (4)     |

| N. | Data              | Torneo                              | Superficie  | Compagna            | Avversarie in finale               | Punteggio           |
| 1. | 20 luglio 2009    | Banka Koper Slovenia Open, Portorož | Cemento     | Vladimíra Uhlířová  | Camille Pin Klára Zakopalová       | 6–4, 6–2            |
| 2. | 2 agosto 2010     | Danish Open, Copenaghen             | Cemento (i) | Anna-Lena Grönefeld | Vitalija D'jačenko Tat'jana Puček  | 6–4, 6–4            |
| 3. | 26 settembre 2010 | Hansol Korea Open, Seul             | Cemento     | Polona Hercog       | Natalie Grandin Vladimíra Uhlířová | 6–3, 6–4            |
| 4. | 17 giugno 2012    | Gastein Ladies, Bad Gastein         | Terra rossa | Jill Craybas        | Anna-Lena Grönefeld Petra Martić   | 6(4)–7, 6–4, [11–9] |
| 5. | 29 agosto 2015    | Connecticut Open, New Haven         | Cemento     | Lucie Hradecká      | Chuang Chia-jung Liang Chen        | 6–3, 6–1            |

#### Sconfitte (11)
| Legenda               |
| --------------------- |
| Grande Slam (0)       |
| Argenti olimpici (0)  |
| WTA Finals (0)        |
| WTA Elite Trophy (0)  |
| Premier Mandatory (1) |
| Premier 5 (0)         |
| Premier (2)           |
| International (8)     |

| N.  | Data              | Torneo                                       | Superficie      | Compagna            | Avversarie in finale                  | Punteggio           |
| 1.  | 27 luglio 2009    | Istanbul Cup, Istanbul                       | Cemento         | Patty Schnyder      | Lucie Hradecká Renata Voráčová        | 6–2, 3–6, [10–12]   |
| 2.  | 12 luglio 2010    | Internazionali Femminili di Palermo, Palermo | Terra rossa     | Jill Craybas        | Alberta Brianti Sara Errani           | 4–6, 1–6            |
| 3.  | 17 luglio 2011    | Gastein Ladies, Bad Gastein                  | Terra rossa     | Jarmila Gajdošová   | Eva Birnerová Lucie Hradecká          | 6–4, 2–6, [10–12]   |
| 4.  | 16 ottobre 2011   | Generali Ladies Linz, Linz                   | Cemento (i)     | Anna-Lena Grönefeld | Marina Eraković Elena Vesnina         | 5–7, 1–6            |
| 5.  | 7 gennaio 2012    | ASB Classic, Auckland                        | Cemento         | Flavia Pennetta     | Andrea Hlaváčková Lucie Hradecká      | 7–6(2), 2–6, [7–10] |
| 6.  | 29 aprile 2012    | Porsche Tennis Grand Prix, Stoccarda         | Terra rossa (i) | Anna-Lena Grönefeld | Iveta Benešová Barbora Strýcová       | 4–6, 5–7            |
| 7.  | 14 ottobre 2012   | Generali Ladies Linz, Linz (2)               | Cemento (i)     | Barbora Strýcová    | Anna-Lena Grönefeld Květa Peschke     | 3–6, 4–6            |
| 8.  | 5 gennaio 2013    | ASB Classic, Auckland                        | Cemento         | Jaroslava Švedova   | Cara Black Anastasija Rodionova       | 6–2, 2–6, [5–10]    |
| 9.  | 28 luglio 2013    | Bank of the West Classic, Stanford           | Cemento         | Darija Jurak        | Raquel Kops-Jones Abigail Spears      | 2–6, 6(4)–7         |
| 10. | 14 settembre 2014 | Bell Challenge, Québec                       | Sintetico (i)   | Andrea Hlaváčková   | Lucie Hradecká Mirjana Lučić-Baroni   | 3–6, 6(8)–7         |
| 11. | 19 marzo 2016     | BNP Paribas Open, Indian Wells               | Cemento         | Karolína Plíšková   | Bethanie Mattek-Sands Coco Vandeweghe | 6–4, 4–6, [6–10]    |

### Doppio misto

#### Sconfitte (1)
| Tornei del Grande Slam  |
| ----------------------- |
| Australian Open (0)     |
| Open di Francia (1)     |
| Torneo di Wimbledon (0) |
| US Open (0)             |

| N. | Data          | Torneo                  | Superficie  | Partner        | Avversario in finale                  | Punteggio        |
| 1. | 5 giugno 2014 | Open di Francia, Parigi | Terra rossa | Nenad Zimonjić | Jean-Julien Rojer Anna-Lena Grönefeld | 6–4, 2–6, [7–10] |

## Statistiche ITF

### Singolare

#### Vittorie (6)
| Torneo $100.000 (2) |
| Torneo $80.000 (0)  |
| Torneo $75.000 (0)  |
| Torneo $60.000 (0)  |
| Torneo $50.000 (0)  |
| Torneo $25.000 (2)  |
| Torneo $15.000 (0)  |
| Torneo $10.000 (2)  |

| N. | Data           | Torneo                                                                 | Superficie  | Avversaria in finale | Punteggio     |
| 1. | 20 agosto 2006 | Internationale Tennismeisterschaften von Schleswig-Holstein, Wahlstedt | Terra rossa | Maria Geznenge       | 6–3, 6–2      |
| 2. | 27 agosto 2006 | Bielefeld Open, Bielefeld                                              | Terra rossa | Andrea Sieveke       | 6–4, 4–6, 6–3 |
| 3. | 20 maggio 2007 | ITF Women's Circuit Antalya-Ali Bey, Adalia                            | Terra rossa | Kathrin Wörle        | 7–6(5), 6–4   |
| 4. | 1º luglio 2007 | Trofeul Tenis Club 2000 Veolia, Bucharest                              | Terra rossa | Dia Evtimova         | 6–0, 6–1      |
| 5. | 12 luglio 2009 | Open GDF SUEZ de Biarritz, Biarritz                                    | Terra rossa | Kacjaryna Dzehalevič | 7–5, 6–0      |
| 6. | 11 luglio 2010 | Open GDF SUEZ de Biarritz, Biarritz                                    | Terra rossa | Sophie Ferguson      | 6–2, 6–2      |

#### Sconfitte (2)
| Torneo $100.000 (0) |
| Torneo $80.000 (0)  |
| Torneo $75.000 (0)  |
| Torneo $60.000 (0)  |
| Torneo $50.000 (0)  |
| Torneo $25.000 (1)  |
| Torneo $15.000 (0)  |
| Torneo $10.000 (1)  |

| N. | Data            | Torneo                                    | Superficie    | Avversaria in finale | Punteggio     |
| 1. | 30 ottobre 2006 | Immobilien Kainz Open, Erding             | Sintetico (i) | Carmen Klaschka      | 4–6, 0–1 rit. |
| 2. | 10 luglio 2007  | Darmstadt Tennis International, Darmstadt | Terra rossa   | Stephanie Gehrlein   | 0–6, 5–7      |

### Doppio

#### Vittorie (6)
| Torneo $100.000 (1) |
| Torneo $80.000 (0)  |
| Torneo $75.000 (2)  |
| Torneo $60.000 (0)  |
| Torneo $50.000 (0)  |
| Torneo $25.000 (2)  |
| Torneo $15.000 (0)  |
| Torneo $10.000 (1)  |

| N. | Data             | Torneo                                                                 | Superficie    | Partner            | Rivali in finale                        | Risultato        |
| 1. | 20 agosto 2006   | Internationale Tennismeisterschaften von Schleswig-Holstein, Wahlstedt | Terra rossa   | Laura Siegemund    | Raluca Ciulei Neda Kozić                | 6–1, 6–3         |
| 2. | 1º luglio 2017   | Trofeul Tenis Club 2000 Veolia, Bucharest                              | Terra rossa   | Vojislava Lukić    | Laura-Ioana Andrei Mădălina Gojnea      | 6–2, 6–4         |
| 3. | 11 novembre 2007 | Büschl Open, Ismaning                                                  | Sintetico (i) | Kristina Barrois   | Andrea Hlaváčková Lucie Hradecká        | 2–6, 6–2, [10–7] |
| 4. | 20 dicembre 2009 | Al Habtoor Tennis Challenge, Dubai                                     | Cemento       | Oksana Kalašnikova | Vladimíra Uhlířová Renata Voráčová      | 4–6, 6–2, [10–8] |
| 5. | 11 luglio 2010   | Open GDF SUEZ de Biarritz, Biarritz                                    | Terra rossa   | Sharon Fichman     | Lourdes Domínguez Lino Monica Niculescu | 7–5, 6–4         |
| 6. | 19 dicembre 2010 | Al Habtoor Tennis Challenge, Dubai                                     | Cemento       | Petra Martić       | Sania Mirza Vladimíra Uhlířová          | 6–4, 7–6(7)      |

#### Sconfitte (4)
| Torneo $100.000 (2) |
| Torneo $80.000 (0)  |
| Torneo $75.000 (0)  |
| Torneo $60.000 (0)  |
| Torneo $50.000 (1)  |
| Torneo $25.000 (0)  |
| Torneo $15.000 (0)  |
| Torneo $10.000 (1)  |

| N. | Data            | Torneo                            | Superficie    | Partner             | Rivali in finale                    | Risultato         |
| 1. | 29 luglio 2006  | BMW AHG Cup, Horb am Neckar       | Terra rossa   | Lydia Steinbach     | Josipa Bek Dia Evtimova             | 6–3, 3–6, 3–6     |
| 2. | 8 novembre 2008 | Büschl Open, Ismaning             | Sintetico (i) | Laura Siegemund     | Oxana Ljubcova Ksenija Pervak       | 2–6, 6–4, [7–10]  |
| 3. | 10 aprile 2009  | Koddaert Ladies Open, Torhout     | Cemento (i)   | Sandra Klemenschits | Michaëlla Krajicek Yanina Wickmayer | 4–6, 0–6          |
| 4. | 10 maggio 2009  | BCR Open Romania Ladies, Bucarest | Terra rossa   | Sandra Klemenschits | Irina-Camelia Begu Simona Halep     | 6–2, 0–6, [10–12] |

## Risultati in progressione
| V | F | SF | QF | #T | RR | Q# | A | ND |

(V) Torneo vinto; raggiunto (F) finale, (SF) semifinale, (QF) quarti di finale, (#T) turni 4, 3, 2, 1; (RR) round - robin; (Q#) Turno di qualificazione; (A) assente dal torneo; (ND) torneo non disputato.

### Singolare
Aggiornato a fine Nature Valley Classic 2019 
| Grande Slam               |               |               |               |               |               |               |               |               |               |               |               |               |               |             |             |
| Australian Open           | A             | LQ            | 1T            | 2T            | 3T            | 4T            | 4T            | 2T            | 4T            | 2T            | 2T            | 2T            | 1T            | 0 / 11      | 16–11       |
| Open di Francia           | A             | LQ            | 1T            | 2T            | 3T            | 3T            | 1T            | 2T            | 4T            | 2T            | 1T            | 3T            | 1T            | 0 / 11      | 12–11       |
| Wimbledon                 | A             | 2T            | 1T            | 1T            | 3T            | 3T            | 1T            | 1T            | 1T            | 1T            | 1T            | SF            |               | 0 / 11      | 10–11       |
| US Open                   | 1T            | 1T            | 1T            | 2T            | 3T            | 1T            | 1T            | 1T            | 1T            | 2T            | 4T            | 2T            |               | 0 / 12      | 8–12        |
| Vittorie-sconfitte        | 0–1           | 1–2           | 0–4           | 3–4           | 8–4           | 7–4           | 3–4           | 2–4           | 6–4           | 3–4           | 4–4           | 9-4           | 0-2           | 0 / 45      | 46–45       |
| Fed Cup                   |               |               |               |               |               |               |               |               |               |               |               |               |               |             |             |
| World Group               | A             | QF            | A             | PO            | PO            | QF            | A             | F             | SF            | PO            | PO            |               |               | 0 / 8       | 5–8         |
| WTA Premier Mandatory     |               |               |               |               |               |               |               |               |               |               |               |               |               |             |             |
| Indian Wells              | A             | Q1            | Q1            | 2T            | 3T            | 4T            | 3T            | 2T            | 1T            | 1T            | 3T            | 3T            | 3T            | 0 / 10      | 10–10       |
| Miami                     | A             | A             | 2T            | 2T            | 1T            | 2T            | 2T            | Q3            | 2T            | 3T            | 3T            | 2T            | 3T            | 0 / 10      | 8–10        |
| Madrid                    | Non disputato | Non disputato | A             | A             | SF            | 1T            | 2T            | 1T            | 2T            | Q1            | 1T            | 3T            | 1T            | 0 / 8       | 8–8         |
| Pechino                   | Non Tier I    | Non Tier I    | A             | 1T            | 1T            | 3T            | 1T            | A             | 1T            | 1T            | 2T            | 3T            |               | 0 / 8       | 5–8         |
| Vittorie-sconfitte        | 0–0           | 0–0           | 1–1           | 2–3           | 5–4           | 4–4           | 2–4           | 1–2           | 2–4           | 2–3           | 5–4           |               |               | 0 / 24      | 31–45       |
| WTA Premier 5             |               |               |               |               |               |               |               |               |               |               |               |               |               |             |             |
| Dubai                     | Non Tier I    | Non Tier I    | 1T            | A             | A             | NP5           | NP5           | NP5           | 1T            | NP5           | A             | NP5           | 1T            | 0 / 3       | 0–3         |
| Doha                      | NTI           | 1T            | Non disputato | Non disputato | NP5           | 2T            | A             | A             | NP5           | 1T            | NP5           | QF            | QF            | 0 / 5       | 7–5         |
| Roma                      | A             | A             | A             | A             | A             | 3T            | 2T            | Q2            | Q1            | 1T            | 1T            | A             | 2T            | 0 / 5       | 4–5         |
| Cincinnati                | Non Tier I    | Non Tier I    | A             | A             | 1T            | 2T            | 1T            | Q2            | 1T            | Q1            | QF            | 1T            |               | 0 / 6       | 4–6         |
| Canada                    | A             | A             | A             | A             | 2T            | 1T            | 1T            | Q1            | Q2            | A             | 1T            | 3T            |               | 0 / 5       | 3–5         |
| Tokyo                     | A             | A             | A             | 3T            | 3T            | 2T            | 1T            | Non Premier 5 | Non Premier 5 | Non Premier 5 | Non Premier 5 | Non Premier 5 | Non Premier 5 | 0 / 4       | 5–4         |
| Wuhan                     | Non Disputato | Non Disputato | Non Disputato | Non Disputato | Non Disputato | Non Disputato | Non Disputato | A             | 2T            | 1T            | 2T            | 2T            |               | 0 / 4       | 3–4         |
| Vittorie-sconfitte        | 0–0           | 0–1           | 0–1           | 2–1           | 3–3           | 5–5           | 1–4           | 0–0           | 1–3           | 0–2           | 4–4           |               |               | 0 / 24      | 16–24       |
| Statistiche Carriera      |               |               |               |               |               |               |               |               |               |               |               |               |               |             |             |
|                           | 2007          | 2008          | 2009          | 2010          | 2011          | 2012          | 2013          | 2014          | 2015          | 2016          | 2017          | 2018          | 2019          | Carriera    | Carriera    |
| Tornei giocati            | 5             | 7             | 11            | 23            | 25            | 26            | 23            | 22            | 20            | 20            | 21            | 24            | 13            | 242         | 242         |
| Titoli–finali             | 0–0           | 0–0           | 0–0           | 1–2           | 1–1           | 0–2           | 0–0           | 0–0           | 0–0           | 0–1           | 2–5           | 2-3           | 1-1           | 7–16        | 7–16        |
| Cemento                   | 4–5           | 5–6           | 3–6           | 15–13         | 18–16         | 22–17         | 7–13          | 8-10          | 11–13         | 13–11         | 31–14         |               |               | 135–127     | 135–127     |
| Terra rossa               | 0–0           | 0–1           | 1–2           | 13–8          | 18–7          | 9–8           | 7–9           | 5–7           | 6–7           | 8–6           | 9–7           |               |               | 78–62       | 78–62       |
| Erba                      | 0–0           | 1–1           | 2–2           | 0–1           | 2–2           | 4–3           | 0–1           | 0–1           | 0–1           | 0–2           | 4–2           |               | 4-1           | 17–16       | 17–16       |
| Sintetico                 | 0–0           | 0–0           | 3–1           | 1–1           | 0–0           | 0–0           | 0–0           | 3–1           | 0-0           | 0-1           | 0-0           | 0-0           | 0-0           | 7–4         | 7–4         |
| Vittorie-sconfitte totali | 4–5           | 6–8           | 9–11          | 29–23         | 38–25         | 35–28         | 14–23         | 22–24         | 17–21         | 21–20         | 44–23         |               | 16-13         | 249–220     | 249–220     |
| Percentuale vittorie      | 44%           | 43%           | 45%           | 56%           | 61%           | 56%           | 38%           | 47%           | 45%           | 51%           | 66%           |               | 55%           | 53%         | 53%         |
| Ranking di fine anno      | 131           | 102           | 78            | 40            | 21            | 18            | 73            | 75            | 50            | 54            | 14            | 14            |               | 9.002.832 $ | 9.002.832 $ |

## Vittorie contro giocatrici Top 10
| Stagione | 2010 | 2011 | 2012 | 2013 | 2014 | 2015 | 2016 | 2017 | 2018 | 2019 | Totale |
| Vittorie | 1    | 4    | 4    | 0    | 1    | 1    | 0    | 3    | 2    | 1    | 17     |

| #    | Giocatrice              | Ranking | Evento                            | Superficie      | Turno | Punteggio        | Rank. JGR |
| ---- | ----------------------- | ------- | --------------------------------- | --------------- | ----- | ---------------- | --------- |
| 2010 |                         |         |                                   |                 |       |                  |           |
| 1.   | Samantha Stosur         | 7       | Pan Pacific Open, Tokyo           | Cemento         | 2T    | 7–5, 6–3         | 42        |
| 2011 |                         |         |                                   |                 |       |                  |           |
| 2.   | Viktoryja Azaranka      | 5       | Stuttgart Open, Stoccarda         | Terra rossa (i) | 2T    | 4–6, rit.        | 32        |
| 3.   | Samantha Stosur (2)     | 7       | Stuttgart Open, Stoccarda         | Terra rossa (i) | SF    | 6–4, 3–6, 7–5    | 32        |
| 4.   | Caroline Wozniacki      | 1       | Stuttgart Open, Stoccarda         | Terra rossa (i) | F     | 7–6(3), 6–3      | 32        |
| 5.   | Caroline Wozniacki (2)  | 1       | Madrid Open, Madrid               | Terra rossa     | 3T    | 6–4, 1–6, 6–3    | 27        |
| 2012 |                         |         |                                   |                 |       |                  |           |
| 6.   | Caroline Wozniacki (3)  | 4       | Dubai Tennis Championships, Dubai | Cemento         | SF    | 7–6(3), 7–5      | 19        |
| 7.   | Marion Bartoli          | 7       | Internazionali d'Italia, Roma     | Terra rossa     | 2T    | 6–3, 6–1         | 29        |
| 8.   | Agnieszka Radwańska     | 2       | Giochi Olimpici, Londra           | Erba            | 1T    | 7–5, 6(5)–7, 6–4 | 24        |
| 9.   | Samantha Stosur (3)     | 9       | China Open, Pechino               | Cemento         | 2T    | 7–6(2), 4–6, 7–5 | 21        |
| 2014 |                         |         |                                   |                 |       |                  |           |
| 10.  | Sara Errani             | 7       | Australian Open, Melbourne        | Cemento         | 1T    | 6–3, 6–2         | 73        |
| 2015 |                         |         |                                   |                 |       |                  |           |
| 11.  | Caroline Wozniacki (4)  | 5       | Open di Francia, Parigi           | Terra rossa     | 2T    | 6–3, 7–6(4)      | 72        |
| 2017 |                         |         |                                   |                 |       |                  |           |
| 12.  | Agnieszka Radwańska (2) | 10      | Cincinnati Open, Cincinnati       | Cemento         | 1T    | 6–4, 6–4         | 37        |
| 13.  | Elina Svitolina         | 4       | Cincinnati Open, Cincinnati       | Cemento         | 3T    | 7–5, 6–4         | 37        |
| 14.  | Kristina Mladenovic     | 10      | WTA Elite Trophy, Zhuhai          | Cemento (i)     | RR    | 6–2, 7–6(4)      | 18        |
| 2018 |                         |         |                                   |                 |       |                  |           |
| 15.  | Caroline Wozniacki (5)  | 3       | ASB Classic, Auckland             | Cemento         | F     | 6–4, 7–6(4)      | 14        |
| 16.  | Karolína Plíšková       | 6       | Fed Cup, Stoccarda                | Terra rossa (i) | SF    | 6–4, 6–2         | 11        |
| 2019 |                         |         |                                   |                 |       |                  |           |
| 17.  | Kiki Bertens            | 7       | US Open, New York                 | Cemento         | 3T    | 6–2, 6–3         | 30        |